# Franz Beutl
Franz Beutl (* 13. September 1905 in Heiligenkreuz im Lafnitztal; † 10. Dezember 1971 ebenda) war ein österreichischer Politiker (ÖVP) und Landwirt. Er war von 1934 bis 1938 Mitglied des Ständischen Landtags und von 1952 bis 1953 Abgeordneter zum Burgenländischen Landtag.

## Leben
Beutl wurde als Sohn der Hausfrau Theresia Beutl aus Heiligenkreuz geboren und besuchte zunächst die Volksschule in Heiligenkreuz. Er war beruflich als Landwirt tätig. Beutl war Obmann der landwirtschaftlichen Lagerhausgenossenschaft Jennersdorf und als Vorstandsmitglied in der Tabakpflanzervereinigung aktiv. Nachdem Beutl im Jahr 1938 kurzfristig in politische Haft genommen worden war, wurde er in die deutsche Wehrmacht eingezogen und musste zwischen 1939 und 1945 Kriegsdienst leisten. Zuletzt geriet Beutl in sowjetische Kriegsgefangenschaft und blieb bis zum Kriegsende in Gefangenschaft.
Er war verheiratet.

## Politik
Beutl war zwischen 1946 und 1950 Bürgermeister von Heiligenkreuz und von 1946 bis 1956 Kammerrat der Burgenländischen Landwirtschaftskammer. 1951 übernahm er die Funktion des Obmanns der neugegründeten Lagerhausgenossenschaft in Jennersdorf. Beutl war Vertreter des Standes Land- und Forstwirtschaft im Ständischen Landtag vom 11. November 1934 bis zum 12. März 1938 und gehörte dem Burgenländischen Landtag erneut vom 3. April 1952 bis zum 19. März 1953 an. 